# Julio Rodríguez (ur. 1977)
Julio Pablo Rodríguez Cristóbal (ur. 9 sierpnia 1977 w Juan Lacaze) – urugwajski piłkarz występujący na pozycji pomocnika. Zawodnik klubu Real España.

## Kariera klubowa
Rodríguez karierę rozpoczynał w zespole Huracán Buceo. W 2002 roku trafił do klubu Club Nacional. W tym samym roku wywalczył z nim mistrzostwo Urugwaju, a w 2003 roku wicemistrzostwo Urugwaju. W 2004 roku odszedł do drużyny Fénix. Następnie grał w Deportivo Maldonado, a w 2005 roku trafił do brazylijskiego Grêmio.
Jednak jeszcze w tym samym roku Rodríguez wrócił do Urugwaju, gdzie został graczem klubu Defensor Sporting. W 2006 roku ponownie trafił do Brazylii, tym razem do AA Ponte Preta. Po zakończeniu odszedł do Montevideo Wanderers. Spędził tam 2 lata. Potem występował w cypryjskim Alki Larnaka, chilijskim Deportes Antofagasta oraz Montevideo Wanderers.
Na początku 2010 roku Rodríguez przeszedł do honduraskiego Realu España. W sezonie 2010/2011 wywalczył z nim mistrzostwo fazy Apertura.

## Kariera reprezentacyjna
W reprezentacji Urugwaju Rodríguez zadebiutował 29 lipca 2001 roku w meczu o 3. miejsce turnieju Copa América z Hondurasem (2:2, 4:5 w rzutach karnych).
W latach 2001-2003 w drużynie narodowej rozegrał łącznie 2 spotkania.